# Thespakusatsu Gunma
Thespakusatsu Gunma (japonsky ザスパクサツ群馬) je japonský fotbalový klub z města Kusatsu hrající v J2 League. Klub byl založen v roce 1995 pod názvem Liaison Kusatsu. V roce 2005 se připojili do J.League, profesionální japonské fotbalové ligy. Svá domácí utkání hraje na Shoda Shoyu Stadium Gunma.

## Významní hráči
- Nobujuki Kodžima
- Nozomi Hirojama
- Kazujuki Toda
- Juičiró Nagai